# Новоринський Василь Михайлович
Василь Миколайович Новоринський (нар. 1934, с. Конюхи Бережанського повіту, нині  Тернопільського району Тернопільської області - 26 квітня 2017) — український громадсько-політичний діяч, літератор.

## Життєпис
Політв'язень (1952—1956), засуджений за антирадянську діяльність. Активний діяч національно-демократичного руху Донеччини.
Перебував у тюрмі в м. Тернополі, концтаборах Заполяр'я, Сибіру, Мордовії (нині РФ).
Під час політичної амністії у 1956 році був звільнений і повернувся на Львівщину. Та під тиском „гебістів” у 1957 році змушений був залишити роботу  і навчання у м. Винники й виїхав на Донбас.
У 1958 році закінчив Слов’янську школу робітничої молоді №2.
У 1960-1964 рр. був студентом Українського Заочного політехнічного інституту. В 1966 році закінчив Краматорський індустріальний інститут. За фахом — інженер.
Жив і працював в м. Краматорську (Донецька область).
Має публікації в  міських,  обласних, республіканських  газетах  та журналах.  Співавтор  декількох поетичних  збірок.
Помер 26 квітня 2017 р.

## Творчість
Добірку віршів, яку Новоринський написав у місцях позбавлення волі, опубліковані у збірці невільничої поезії України 1930—1980 «З облоги ночі» (К., 1993) та в збірці "Донецькі полини" (Дрогобич, 1994). 
Біографічний нарис та підбірка поезій Василя Новоринського увійшли до антології "Світ слова. Краматорська література в іменах" (Краматорськ, 2011)
2018 року, вже після смерті В. Новоринського, вийшла книга його спогадів "На грані вічного болю: Галичина - Донбас.Два полюси в боротьбі за українську незалежність" (К., 2018)